# Шинкаренко Станіслав Гаврилович
Шинкаренко Станіслав Гаврилович (нар. 17 листопада, 1922, Роздол — пом. 4 червня 1991) — український радянський живописець, член Спілки радянських художників України з 1961 року.

## Біографія
Народився 17 листопада, 1922 року в селі Роздолі (нині — Голованівський район Кіровоградської області, Україна). Брав участь у німецько-радянській війні. 1955 року закінчив Дніпропетровське художнє училище, де навчався зокрема у Миколи Погрібняка, Веніаміна Кушніра, І. Федоренка.
Один з організаторів Запорізької організації Спілки художників України, очолював її живописну творчу секцію. Мешкав у Запоріжжі, в будинку на вулиці Перемоги, № 103-А, квартира № 32. Помер 4 червня 1991 року.

## Творчість
Працював у галузі станкового живопису, створював жанрові картини, портрети, натюрморти Серед робіт:
- «Навала» (1960);
- портрет підручного сталевара Губарєва (1960);
- «Люди комуністичної праці» (1961);
- «Перший сніг» (1963);
- портрет заслуженого сталевара України П. Дорошенка (1967);
- «Медсестра» (1969);
- «Київська Русь» (1970—1971; Запорізький обласний художній музей);
- «Іван Сірко» (1976).

Брав участь у республіканських виставках з 1958 року, у всесоюзних — з 1961 року.
Твори зберігаються у Запорізькому обласному художньому музеї, Національному заповіднику «Хортиці», Запорізькому краєзнавчому музеї, Сумському державному художньому музеї, інших музеях України, приватних збірках України та зарубіжжя.